# Chanaleilles
Chanaleilles é uma comuna francesa na região administrativa de Auvérnia-Ródano-Alpes, no departamento de Alto Loire. Estende-se por uma área de 44,67 km². Em 2010 a comuna tinha 188 habitantes (densidade: 4,2 hab./km²).